# 太田ぐいや
太田 ぐいや（おおた ぐいや）は、日本の脚本家、漫画原作者、構成作家、作詞家、演出家、俳優。千葉県出身。血液型はO型。

## 略歴
千葉大学教育学部附属中学校、渋谷教育学園幕張高等学校を経て、早稲田大学商学部在学中より執筆活動を開始する。のちに舞台芸術学院も卒業する。2006年のゲームシナリオ『高円寺女子サッカー』でデビューした。

## 作品リスト

### 漫画原作
- もんこ〜ろ（画・木村光博、実業之日本社）
- カケザル 野球賭博編（画・アビディ井上、竹書房）
- すていちゅーん（画：ダコワズ、講談社）
- 蒼眼赤髪 〜ローマから来た戦国武将〜（画：幸田廣信、双葉社、全3巻）
- 美毘遊伝 〜上杉謙信は三姉妹〜（画：天道まさえ、ホビージャパン）
- 神様、妹から弟にしてください（画：中村あきひろ、小学館）
- 100億の女と1人の男（画：はるなさやつぐ、小学館）
- 秘剣 柳生十兵衛（画：岡村賢二、リイド社、全1巻）
- 柳生無頼剣 鬼神の太刀（画：岡村賢二、リイド社、全2巻）
- 柳生無頼剣 闇狩の太刀（画：岡村賢二、リイド社）
- 戦国☆パラダイス -極-（作画：田野かかし、双葉社、全1巻）※連載時は「原作シナリオ協力」、単行本は「監修」
- まんがで謎解き!! 名画と聖書の世界（ホーム社、2007年9月25日） ISBN 978-4-8342-8396-9
- そば屋幻庵（漫画：かどたひろし、リイド社）※脚色担当※
- ばくおん!! 台湾篇（作画：おりもとみまな、『別冊ヤングチャンピオン』秋田書店、2019年12月号 - 2023年9月号）
- 私には5人の毒親がいる（作画：樹生ナト、『どこでもヤングチャンピオン』秋田書店、2020年1月号 - ）
- 半端なエリートの外山と申します。（作画：吉尾きくよし、『コミックボーダー』2023年11月10日[1] - 2024年12月20日、全2巻）

### アニメ
- 戦国☆パラダイス -極-（シリーズ構成、脚本）
- あのねのとみぞう（NHK）
- 鬼斬（サイバーステップ）
- ひとりじめマイヒーロー（2017年、脚本）

### ゲーム
- 魔法少女まどか☆マギカ ポータブル
- ヒャッコ よろずや事件簿!
- サイキン恋シテル?
- 家庭教師ヒットマンREBORN! Let's暗殺!? 狙われた10代目!
- 家庭教師ヒットマンREBORN! 狙え!? リング×ボンゴレトレーナーズ
- 家庭教師ヒットマンREBORN！　禁断の闇のデルタ
- Lの季節2 -invisible memories-（2008年）
- 剣と魔法と学園モノ。
- いかもの探偵 -ikatan-
- ファランクスオンライン
- ばと☆ぷりオンライン
- 高円寺女子サッカー（2006年）

### ドラマ
- 同年同月同日告白

### 映画
- 無知との遭遇

### ラジオ
- Fate/kaleid liner イリヤとクロのプリズマ☆ナイト ツヴァイ！（インターネットラジオステーション〈音泉〉）
- STARMARIEのファンタジートラベラー（K-MIX）
- Fate/kaleid liner イリヤと凛のプリズマ☆ナイト!（インターネットラジオステーション〈音泉〉）
- コンセプションっつーラジオ! 〜俺のラジオを聴いてくれ!〜（HiBiKi Radio Station）
- BTOOOM!ラジオ!（HiBiKi Radio Station）
- 日本一RADIO（HiBiKi Radio Station）
- ラジオ ムンムンガンド（HiBiKi Radio Station）
- レガシスタ×日本一RADIO（HiBiKi Radio Station）
- ディスガイア4×日本一RADIO（HiBiKi Radio Station）
- 伝説の勇者の伝説のラジオ（インターネットラジオステーション〈音泉〉）
- ストームラバー警報!（インターネットラジオステーション〈音泉〉）
- ラジオ Dream C Club（インターネットラジオステーション〈音泉〉）
- ラジオ真・恋姫†無双（インターネットラジオステーション〈音泉〉）
- BLUE ROSES×日本一RADIO（HiBiKi Radio Station）
- アンティフォナの聖歌姫ラジオ〜シモキタの楽譜〜（HiBiKi Radio Station）
- らじお ツインエンジェルBREAK（インターネットラジオステーション〈音泉〉）
- 武装少女マキャヴェリズム すくすく矯正するらじお！（インターネットラジオステーション〈音泉〉）
- 桜花裁きらじお斬（インターネットラジオステーション〈音泉〉）
- STARMARIEの居ない世界で、橘田いずみは明日を迎えられる？（HiBiKi Radio Station）
- おなやみマインズ中毒（Himalaya）
- たねさんはるさんとはなそ。（意志）（Himalaya）
- 異種族レビュアーズ 食酒亭ラジオ（インターネットラジオステーション〈音泉〉）
- 俺だけ聴けるラジオダンジョン（インターネットラジオステーション〈音泉〉）

### テレビ
- 恋姫ニコ生特番〜片霧烈火激レアライブもあるよ!（ニコニコ生放送）

### ドラマCD
- 戦国☆添い寝シリーズ（企画・脚本）
- 真・恋姫†無双 キャラクターソングCD
- 亡き少女の為のパヴァーヌ

### 作詞
- 萌家電のうた（ソニーコンピュータサイエンス研究所）
- あのねのとみぞう（劇中歌）
- 奇跡のヒカリ（2009年・ゲーム『サイキン恋シテル?』OP曲）
- Midnight Prism（2009年・ゲーム『サイキン恋シテル?』ED曲）

### 舞台
- 舞台 DIABOLIK LOVERS （脚本）
- ミュージカル『AMNESIA』（脚本）
- 舞台『VitaminZ』（脚本）
- 『STORM LOVER夏恋嵐』内朗読劇「昼の部 サマー・バイト・ハーレム」「夜の部 サマー・レッスン・ハーレム」（脚本）
- 『STORM LOVER春恋嵐』内朗読劇「昼の部 ゴールデンウィーク・ハーレム」「夜の部 バースデー・ハーレム」（脚本）
- 天魔の銀翼（脚本）

### アプリ
- 『kadecot』内アプリ・萌家電（ソニーコンピュータサイエンス研究所）（シナリオ）
- きみとくりお（DMM）